# 前田辰也
前田辰也（まえだ たつや、1975年11月 - ）は、日本の男性シュートボクサー。元シュートボクシング協会スーパーフェザー(カーディナル)級王者。身長162cm、体重60kg。3人兄弟の次男。
シュートボクシング史上でも屈指の完成度を誇るファイター。
打撃と投げの融合で観客を魅了した。

## 来歴
1998年7月、村浜武洋にKO負け。1999年12月、ドラガン・スディビッチにKO勝ち。
2000年1月、エドモンド・トラバーディアンに判定勝ち。2000年3月、ドミニク・フレッド・ヴィロリアにKO勝ち。
2000年4月、カーディナル級王座決定戦で北岡孝人に判定勝ちし、シュートボクシング協会カーディナル級王座を獲得し王者になる。
2000年9月、試合前計量を10キロもオーバーしたダニースティールが欠場し急遽ウィリアム・スリヤパイに対戦相手が変更されたが判定勝ち。2000年11月、ガレアベロフ・オレフに判定勝ち。
2001年1月、アミテシェ・クリムに判定勝ち。2001年6月、カチャスック・ジャンボジムにKO勝ち。2001年11月、オズマ・ディアスにTKO勝ち。2001年12月、ステファン・ギリンダーに一本勝ち。
2002年2月、トリック・イドリッシにKO負け。2002年3月、アルフォンソ・アルカレイスに判定負け。2002年5月、エマニュエル・ルドニックにTKO勝ち。2002年9月、及川知浩にKO負け。2003年2月、松浦知希に判定負け。
獲得タイトル
- 第8代ＳＢカーディナル級(現スーパーフェザー)王者